# Hadena scotophoba
Hadena scotophoba là một loài bướm đêm trong họ Noctuidae.